# 스카이버스 도쿄

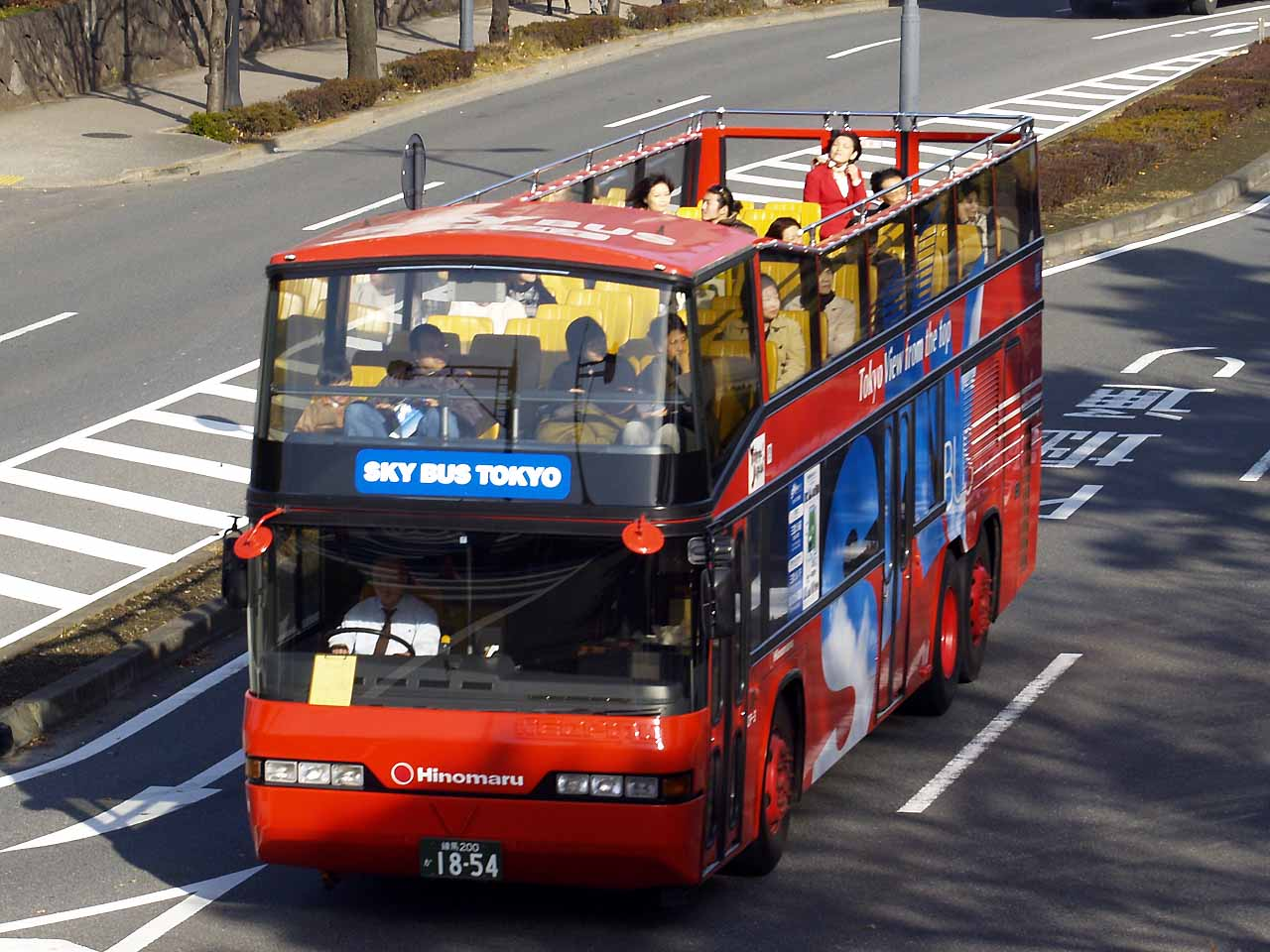
스카이버스 도쿄

스카이버스 도쿄는 일본 도쿄도에서 외국인 대상 관광버스로 마루노우치와 긴자 일대를 기본 코스로, 오차노미즈, 아사쿠사 등의 지역을 돌아보는 버스이다. 2층 버스이며, 총 45석만 판매한다. 버스 안에는 레인코트나 우산이 준비되어 있으며, 영어, 한국어, 중국어 방송이 나오는 휴대용 통역기를 무료로 대여해준다.

## 코스
- 마루노우치 - 고쿄 - 국립 근대미술관 - 영국 대사관 - 국립극장 - 최고재판소 - 국회의사당 - 가스미가세키 정부 각처 - 긴자 - 마루노우치 (약 45분 소요, 중도 하차 불가)